# 雪沢千代治

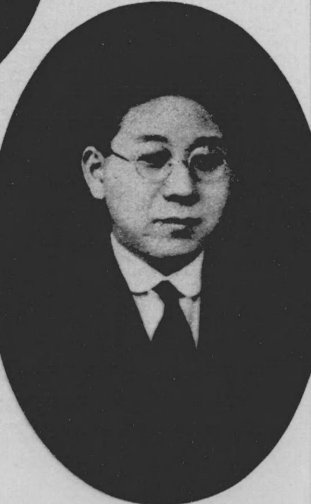
雪沢千代治

雪沢 千代治（ゆきざわ ちよじ、1889年（明治22年）4月1日 - 1970年（昭和45年）2月20日）は、日本の内務官僚、政治家。府県知事、衆議院議員。

## 経歴
長崎県西彼杵郡雪浦村（現在の西海市）出身。雪沢梅太郎の二男として生まれる。第三高等学校を経て、1919年、東京帝国大学法学部法律学科（英法）を卒業。同年10月、高等試験行政科試験に合格。内務省に入り静岡県属となる。
以後、岩手県理事官、兵庫県警視、内務事務官、新潟県書記官・学務部長、内務省土木局港湾課長、大臣官房都市計画課長などを歴任。
1937年6月、岩手県知事に就任。以後、熊本県・愛知県・京都府の各知事を歴任。1944年4月、愛媛県知事兼四国地方行政協議会長となる。松山海運局長、四国軍需管理部長も務め、1945年4月に退官。日本医療団副総裁に就任。戦後に公職追放となった。
1952年10月、第25回衆議院議員総選挙で長崎県第1区に自由党から出馬し当選。1953年4月の第26回総選挙で落選した。
その他、日本繊維工業株式会社顧問、東北電気製鉄株式会社取締役、東北製塩化学工業株式会社社長などを務めた。
1970年2月20日死去。享年80。

## 栄典
- 1940年（昭和15年）8月15日 - 紀元二千六百年祝典記念章[2]